# Frank Kriz
Frank Josef Kriz (New York, 26 marzo 1894 – New York, 11 gennaio 1955) è stato un ginnasta statunitense.
Ha partecipato a tre edizioni dei giochi olimpici (1920, 1924 e 1928) conquistando una medaglia nell'edizione 1924 svoltasi a Parigi.

## Palmarès
Olimpiadi
- 1 medaglia:
  - 1 oro (volteggio al cavallo a Parigi 1924).